# Bill Hayden
Bill Hayden (właściwie William George Hayden, ur. 23 stycznia 1933 w Ipswich, zm. 21 października 2023 w Queensland) – australijski polityk, w latach 1983–1988 minister spraw zagranicznych, a następnie w latach 1989–1996 gubernator generalny Australii.

## Życiorys

### Wczesna kariera polityczna
Po ukończeniu katolickiej szkoły średniej, Hayden podjął pracę w policji, równocześnie studiując ekonomię. Z czasem stał się aktywnym działaczem Australijskiej Partii Pracy (ALP) i w 1961 został wybrany z jej ramienia do Izby Reprezentantów, pokonując w jednomandatowym okręgu ówczesnego ministra zdrowa. W 1972 został ministrem zabezpieczenia społecznego i kierował pracami nad wdrożeniem pierwszego w historii Australii powszechnego systemu ubezpieczeń zdrowotnych. W 1975 stał krótko na czele resortu finansów, po czym wraz z całą ALP przeszedł do opozycji.

### Lider ALP i minister spraw zagranicznych
W 1977 został wybrany na lidera swojej partii i poprowadził ją do wyborów w 1980, które jednak po raz kolejny przegrała z liberałami. Stopniowo w partii wyrastał mu bardzo silny konkurent w postaci Boba Hawke’a. W lutym 1983 Hayden został ostatecznie zmuszony do rezygnacji na rzecz Hawke’a, pod którego wodzą partia wygrała przedterminowe wybory zaledwie miesiąc później. Nie ukrywał swojego głębokiego rozczarowania, że to Hawke został premierem, a nie on. Stwierdził m.in., iż „w takiej sytuacji nawet pies mógłby poprowadzić ALP do zwycięstwa”. Niejako na pocieszenie został szefem australijskiej dyplomacji. Dał się poznać na tym stanowisku jako zwolennik zacieśniania więzów Australii z jej azjatyckimi sąsiadami. Był jednym z pierwszych czołowych polityków, którzy otwarcie mówili, że utrzymanie mocno europejskiego charakteru australijskiego społeczeństwa jest na dłuższą metę niemożliwe.

### Gubernator generalny Australii
Po wyborach z 1987, Hawke zaproponował mu funkcję gubernatora generalnego, co miało stanowić formę niezwykle godnego pożegnania się z bieżącą polityką. Hayden zgodził się, ale poprosił o trochę czasu - ostatecznie było to 18 miesięcy. W tym czasie zrzekł się mandatu parlamentarnego, wystąpił z partii i starał się zbudować nowy, apolityczny wizerunek, godny formalnie pierwszej osoby w państwie. Objął urząd w 1989 i pełnił go przez siedem lat. Nie wzbudzał na tym stanowisku większych emocji. Problemem okazała się jedynie jego deklaracja, iż jako prawdziwy lewicowiec nigdy nie przyjmie żadnego odznaczenia państwowego. Tymczasem wszyscy nowo powoływani gubernatorzy generalni są automatycznie dekorowani Orderem Australii, najwyższym odznaczeniem państwowym w tym kraju, ponieważ z urzędu pełnią funkcję kanclerzy jego kapituły. Ostatecznie odebrał order, lecz jako pierwszy w historii gubernator generalny nie przyjął tytułu szlacheckiego.

### Późniejsze życie
Po odejściu ze stanowiska pozostał czynnym uczestnikiem australijskiego życia publicznego. W 1998 opublikował wiele szczegółów życia prywatnego byłego premiera Paula Keatinga, którego uważał za głównego architekta swojego obalenia z funkcji szefa partii. W referendum w sprawie przyjęcia republiki w 1999 opowiedział się za pozostaniem przy monarchii.
Bill Hayden deklarował się jako ateista, jednak 9 września 2018 roku przyjął chrzest w kościele rzymskokatolickim św. Marii w Ipswich, niedaleko Brisbane. W rozmowie z pismem „Catholic Leader” wyraził nadzieję, że „jego wiara zainspiruje tych, którzy są zasmuceni obecnym kryzysem w Kościele”.